# Samsung Galaxy J1 Ace Neo
El Samsung Galaxy J1 Ace Neo es un teléfono inteligente diseñado, desarrollado y fabricado por Samsung Electronics. Fue lanzado en octubre de 2015.

## Especificaciones

### Hardware
El Galaxy J1 Ace Neo se alimenta de Spreadtrum SC9830 Soc que incluye un CPU ARM Cortex-A7, un GPU ARM Mali-400MP2 y 1 GB de RAM. El almacenamiento interno de 8 GB se puede extender hasta 256 GB con una tarjeta microSD.
Cuenta con una pantalla Super AMOLED de 4.3 pulgadas con una resolución de 480 x 800 pixeles. La cámara principal de 5 MP tiene una apertura de f/2.2, flash led, y enfoque autodinamico. La cámara frontal de 2 MP.

### Software
El Galaxy J1 Ace Neo se vende con Android 5.1 Lollipop y una interfaz de usuario TouchWiz.